# (20) Massalia
(20) Massalia – jedna z większych planetoid z pasa głównego.

## Odkrycie
Planetoida została odkryta 19 września 1852 roku przez Annibale’a de Gasparisa w Neapolu i niezależnie od niego 20 września 1852 roku przez Jeana Chacornaca w Marsylii. 
Nazwa asteroidy pochodzi od greckiego odpowiednika nazwy Marsylia, gdzie Jean Chacornac dokonał swego odkrycia.

## Orbita
Orbita (20) Massalii nachylona jest do płaszczyzny ekliptyki pod kątem 0,71°. Na jeden obieg wokół Słońca ciało to potrzebuje 3 lat i 269 dni, krążąc w średniej odległości 2,41 j.a. od Słońca. Średnia prędkość orbitalna tej asteroidy to ok. 19 km/s.
Planetoida ta jest największym obiektem w rodzinie planetoidy Massalia.

## Właściwości fizyczne
(20) Massalia ma rozmiary 160×145×132 km. Jej albedo wynosi około 0,24, a jasność absolutna około 6,54m. Planetoida ta zalicza się do asteroid typu S. Jej powierzchnia jest stosunkowo jasna i zawiera krzemiany. Średnia temperatura na jej powierzchni sięga 174 K.
Ciało to rotuje w czasie 8 godzin i 6 minut, a oś obrotu nachylona jest pod kątem 45° do płaszczyzny ekliptyki.